# Jonny Hägerå
Jonny Hägerå, född 10 september 1971, är en svensk tidigare fotbollsspelare.
Hägerå har spelat i allsvenskan med Örgryte IS och representerat ungdomslandslandslaget vid 21 tillfällen och U21-landslaget genom två matcher. Han började sin karriär i Annelunds IF och har förutom Örgryte IS också spelat i IK Kongahälla och Herrljunga SK. Hägerå var 2007 kontrakterad för Valtorps IF där han fungerade som spelande tränare. 2008 gjorde han comeback i Herrljunga SK. 2009 kommer Hägerå att ingå i moderklubben Annelunds IF ledarstab kring u-truppen.